# Cristián Gómez
Cristián Alejandro Gómez Chandía (Coquimbo, Chile, 4 de enero de 1978) es un exfutbolista chileno. Jugaba de Defensa central y actualmente se desempeña como entrenador de República Independiente, equipo que milita en la Tercera División B de Chile.

## Trayectoria
Registra una participación en la Selección chilena de fútbol, cuando Chile enfrentó a Ecuador durante las Eliminatorias para el Mundial de Corea-Japón 2002.

## Clubes

### Como jugador
| Club                      | País   | Año       |
| ------------------------- | ------ | --------- |
| Coquimbo Unido            | Chile  | 1997-2001 |
| Cobreloa                  | Chile  | 2002      |
| Colo-Colo                 | Chile  | 2003      |
| Universidad de Concepción | Chile  | 2004      |
| Cobreloa                  | Chile  | 2005      |
| Everton                   | Chile  | 2006      |
| Ñublense                  | Chile  | 2007      |
| Rangers                   | Chile  | 2008-2009 |
| Curicó Unido              | Chile  | 2010      |
| Brantford Galaxy          | Canadá | 2011      |
| Provincial Osorno         | Chile  | 2012      |
| Curicó Unido              | Chile  | 2012-2013 |
| Lota Schwager             | Chile  | 2013-2017 |

### Como entrenador
Datos actualizados al 10 de septiembre de 2022.
| Club                    | País  | Año       | PJ | PG | PE | PP | Rendimiento |
| ----------------------- | ----- | --------- | -- | -- | -- | -- | ----------- |
| Lota Schwager           | Chile | 2019-2021 | 44 | 18 | 16 | 10 | 53.03%      |
| República Independiente | Chile | 2022      | 15 | 4  | 5  | 6  | 37.78%      |
| Total                   | Total | Total     | 59 | 22 | 21 | 16 | 49.15%      |

## Participaciones internacionales

### Selección chilena

#### Participaciones en Clasificatorias a Copas del Mundo
| Eliminatorias                    | País                  | Resultado | Posición | PJ | Goles |
| -------------------------------- | --------------------- | --------- | -------- | -- | ----- |
| Eliminatorias Corea y Japón 2002 | Corea del Sur y Japón | Eliminado | 10º      | 1  | 0     |

### Partidos internacionales
| 1     | 14 de noviembre de 2001 | Estadio Nacional, Santiago, Chile | Chile      | 0-0 | Ecuador |   |  | Jorge Garcés | Clasificatorias Corea-Japón 2002 |
| Total |                         |                                   | Presencias | 1   | Goles   | 0 |  |              |                                  |

| Selección chilena | Selección chilena | Selección chilena |
| Año               | Partidos          | Goles             |
| ----------------- | ----------------- | ----------------- |
| 2001              | 1                 | 0                 |
| Total             | 1                 | 0                 |

### Torneos internacionales
| Torneo                 | Club                      | Resultado    |
| ---------------------- | ------------------------- | ------------ |
| Copa Libertadores 2003 | Colo-Colo                 | Primera Fase |
| Copa Libertadores 2004 | Universidad de Concepción | Primera Fase |
| Copa Sudamericana 2004 | Universidad de Concepción | Primera Fase |
| Copa Libertadores 2005 | Cobreloa                  | Primera Fase |